# Anna Rügerin

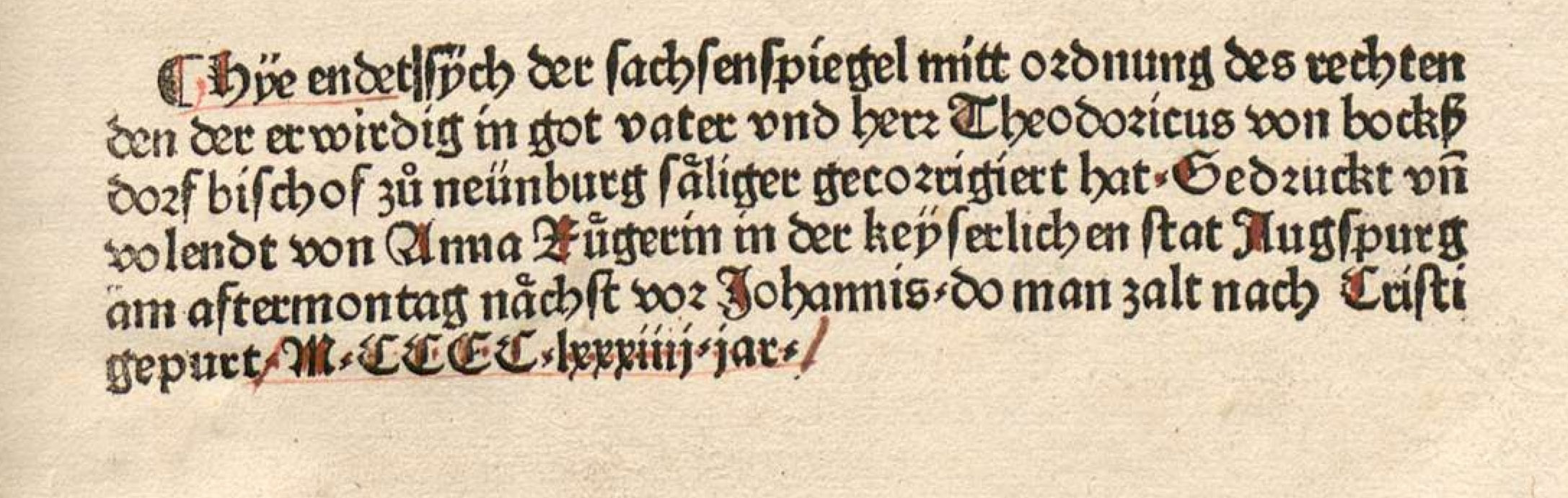
El colofón de Sachsenspiegel: Landrecht, impreso en Augsburgo por Anna Rügerin, el 22 de junio de 1484

Anna Rügerin está considerada como la primera mujer tipógrafa en inscribir su nombre en el colofón de un libro, en el siglo XV. En el año 1484 Rügerin imprimió dos libros en formato in-folio, en una imprenta de su propiedad en la ciudad de Augsburgo (Alemania). El primero de ellos es una edición del Espejo Sajón (Sachsenspiegel) de Eike von Repgow, impreso el 22 de junio de 1484. En el catálogo Beschreibung derjenigen bücher welch von erfindung der buchdruckerkunst bis M.D.XX ... gedruckt worden sind. de Georg Wolfgang Panzer se detallan algunas de sus características. El colofón del libro dice lo siguiente:

Hie endet ſich der formalari darinn begriffen ſeind aller handbrief Gedruckt vnd vollendt zü Augſpurg von Anna Rügerin·am dornsstag näch vor ſant Peters gefengknus·des jars als manzalt nach criſti geburt M·cccc·lxxxiiij·jar.
Sachsenspiegel

El segundo libro fue una edición del Formulare und deutsch rhetorica, un manual de instrucciones para la redacción de documentos oficiales y de cartas, impreso el 29 de julio de 1484.
Estos libros fueron compuestos en la fuente gótica 1:120G de Johann Schönsperger. La investigadora Sheila Edmunds identifica a Schönsperger como el hermano de Anna Rügerin, ya que su madre, Barbara Traut Schönsperger, se casó en segundas nupcias con el impresor Johann Bämler (probablemente en 1467 o 1468). Este segundo matrimonio, según Edmunds, habría dado lugar a una extensa red familiar dedicada al comercio de libros en Augsburgo. Johann Schönsperger podría haber ayudado a Anna Rügerin (que había heredado su imprenta de su difunto marido Thomas Rüger) a realizar su primera impresión.